# 1000 de La Gauchetière
1000 de La Gauchetière é um arranha-céu localizado na cidade canadense de Montreal, Quebec. Atualmente, é o edifício mais alto de Montreal. Seu nome deriva do endereço onde está situado, número 1000 à Rue de La Gauchetière Ouest, no centro da cidade. O edifício possui 205 metros de altura e 51 andares. Um recurso popular deste edifício é o átrio, onde há uma grande pista de patinação.
A arquitectura do edifício é semelhante à do JPMorgan Chase Tower, em Dallas, Texas, Estados Unidos, mas com a arquitetura ao nível da rua se projetando em um estilo distinto, reduzindo o impacto visual e psicológico de todo o edifício a partir deste ponto de vista. Estes detalhes são característicos da arquitetura pós-moderna.

## Altura
Este arranha-céu é o mais alto de Montreal, se medido até o telhado; 1250 René-Lévesque (IBM-Marathon Building) e a CIBC Tower possuem torres maiores que o 1000 de La Gauchetiere em altura, mas os edifícios em si são menores. Além disso, quando visto como parte do panorama urbano, 1000 de La Gauchetiere representa ser menor de certos ângulos; isso ocorre porque ele foi construído em um terreno mais baixo, permitindo que ele seja mais alto, e ao mesmo tempo obedecendo as restrições de altura.

## Galeria de imagens

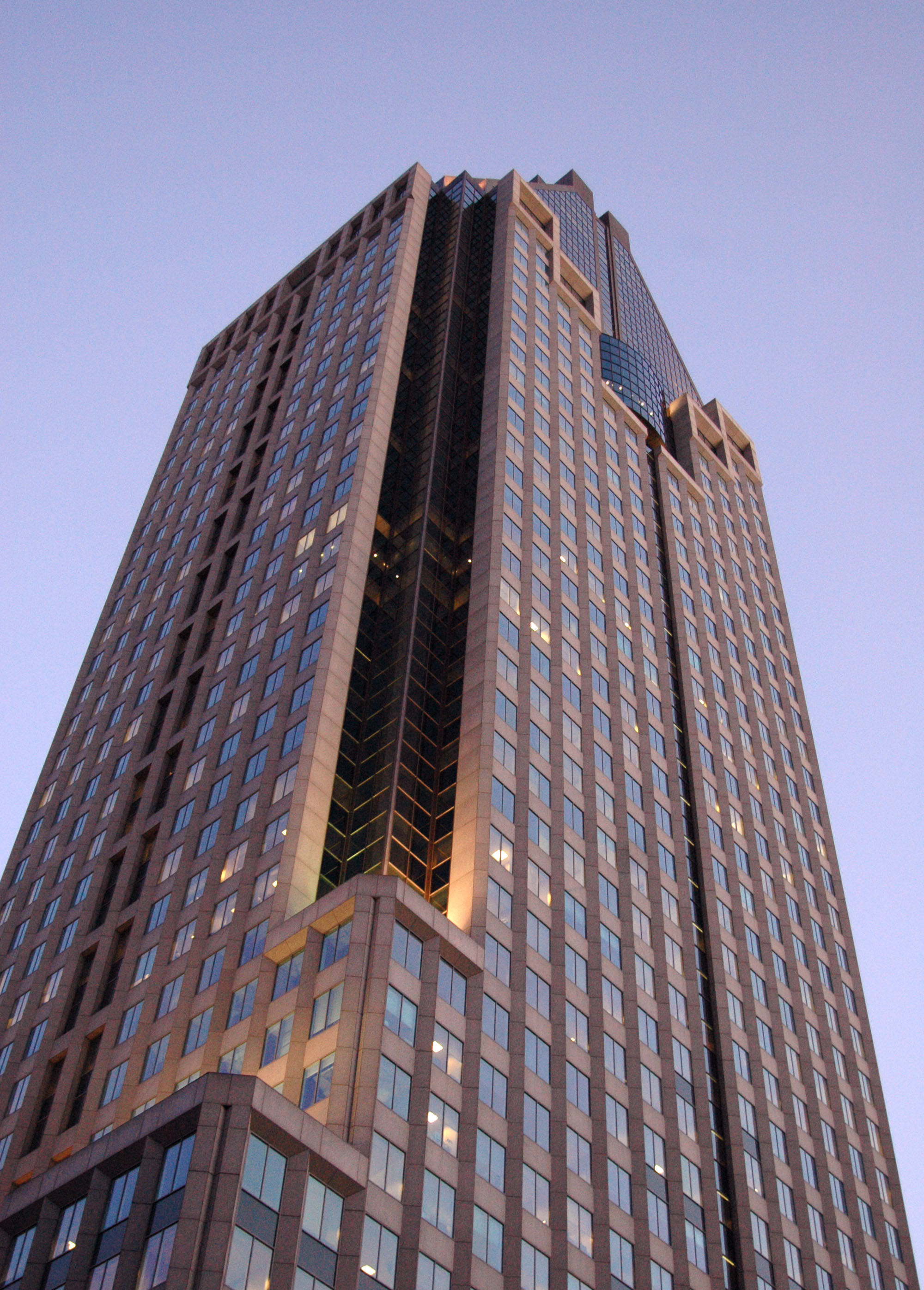
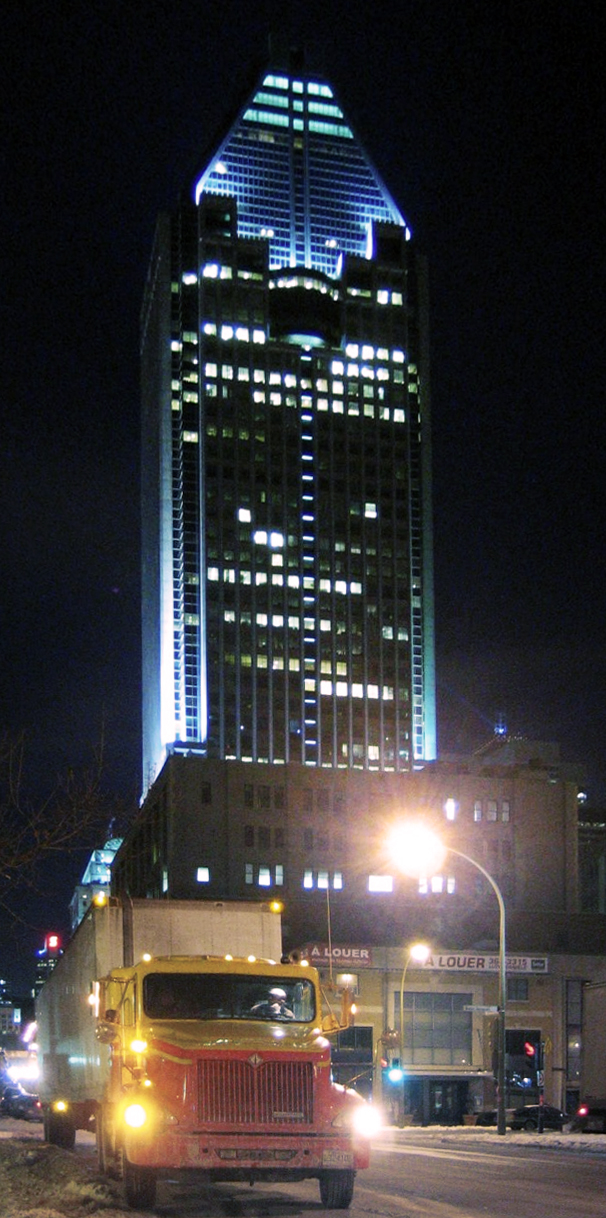
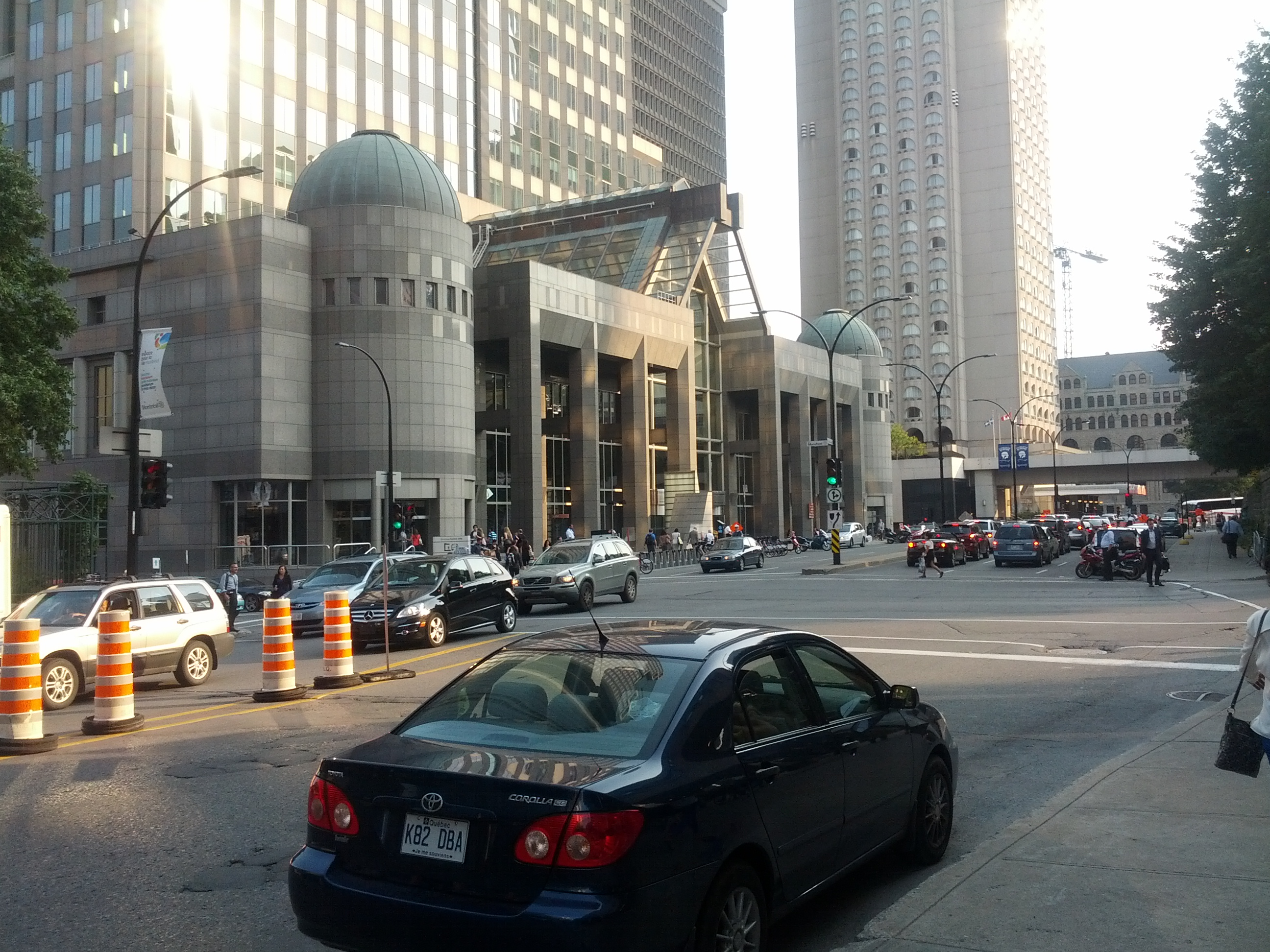
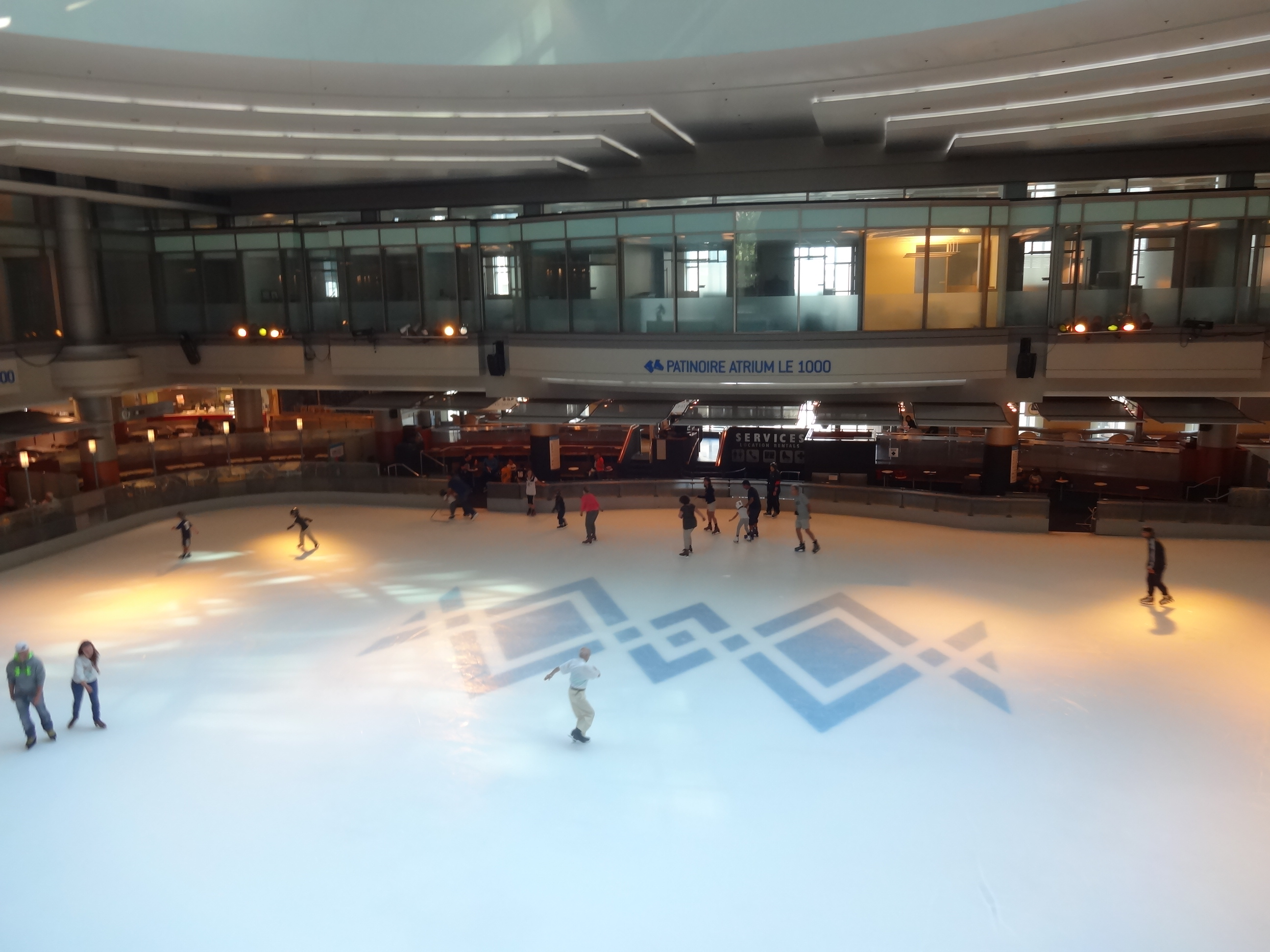
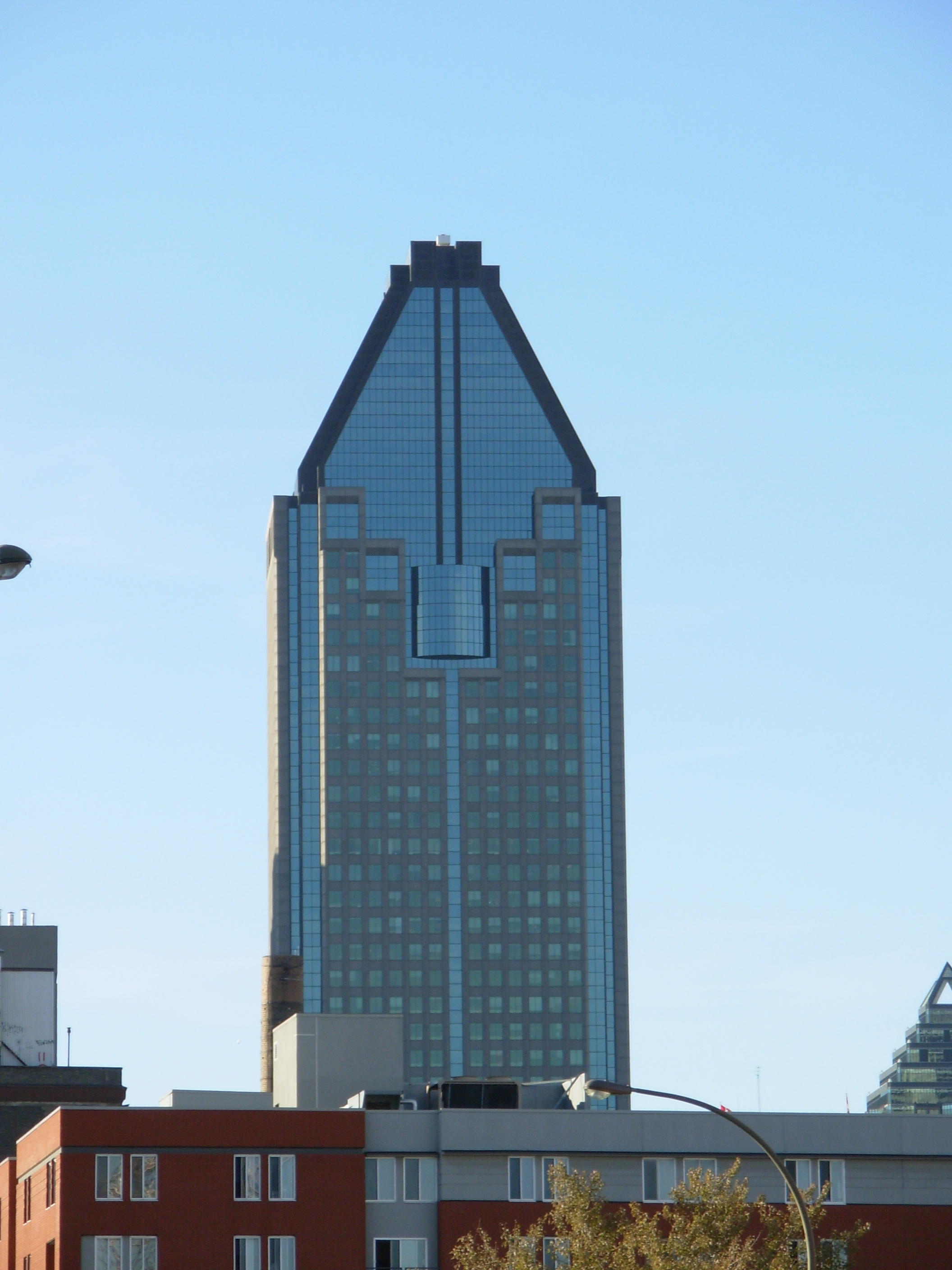